# Obersorbische Sprache
Obersorbisch (obersorbisch: hornjoserbšćina) ist eine westslawische Sprache, die in der Oberlausitz, vor allem in der Gegend zwischen Bautzen (Budyšin), Kamenz (Kamjenc) und Hoyerswerda (Wojerecy), gesprochen wird. Obersorbisch ist eng mit Niedersorbisch verwandt, ferner mit Tschechisch, Slowakisch, Polnisch und Kaschubisch. Als slawische Sprache gehört Obersorbisch zu den indogermanischen Sprachen. Die Sprache gilt mit etwa 20.000–25.000 Sprechern als gefährdet.
Obersorbisch zählt zu den gemäß der Europäischen Charta der Regional- oder Minderheitensprachen offiziell anerkannten Minderheitensprachen in Deutschland. Im amtlichen Siedlungsgebiet in der Oberlausitz gibt es daher auf Grundlage des Sächsischen Sorbengesetzes unter anderem zweisprachige Straßen- und Ortsschilder und staatliche Schulen mit obersorbischer Unterrichtssprache bzw. Sorbisch als Fremdsprache.

## Geschichte
Eine einheitliche obersorbische Schriftsprache gibt es erst seit dem 19. Jahrhundert. Zuvor bestanden eine katholische und eine evangelische Variante, die sich in Rechtschreibung, Grammatik und Vokabular teilweise unterschieden und von Geistlichen geprägt und kodiert worden waren. Dabei orientierte sich die katholische Variante in Bezug auf die Rechtschreibung eher am Tschechischen, die evangelische mehr am Deutschen. Mit der sogenannten „Sorbischen Wiedergeburt“ wurde unter Führung der Maćica Serbska aus den beiden Schriftsprachen eine einzige, nicht konfessionell gebundene. Wichtige Wegbereiter für diesen Prozess, der bis in die Mitte des 20. Jahrhunderts andauerte, waren u. a. Jan Arnošt Smoler, Michał Hórnik und Handrij Zejler.
Zu den Sprachverhältnissen der Gegenwart siehe den Artikel Sorbische Sprache.

## Phonologie

### Konsonanten
Die konsonantischen Phoneme des Obersorbischen sind wie folgt:
|                    | Bilabial  | Labio- dental | Alveolar | Post- alveolar | Palatal | Velar     | Uvular | Glottal |
| Plosiv             | p b pʲ bʲ |               | t d      |                |         | k g kʲ gʲ |        |         |
| aspirierter Plosiv |           |               |          |                |         | kʰ kʲʰ    |        |         |
| Nasal              | m mʲ      |               | n nʲ     |                | ɲ       |           |        |         |
| Vibrant            |           |               | r rʲ     |                |         |           | ʀ ʀʲ   |         |
| Affrikate          |           |               | ʦ        | ʧ ʥ            |         |           |        |         |
| Frikativ           |           | f fʲ          | s z      | ʃ ʒ            |         | x xʲ      |        | h hʲ    |
| Approximant        | u̯ u̯ʲ      |               |          |                | i̯       |           |        |         |
| Lateral            |           |               | l lʲ     |                |         |           |        |         |

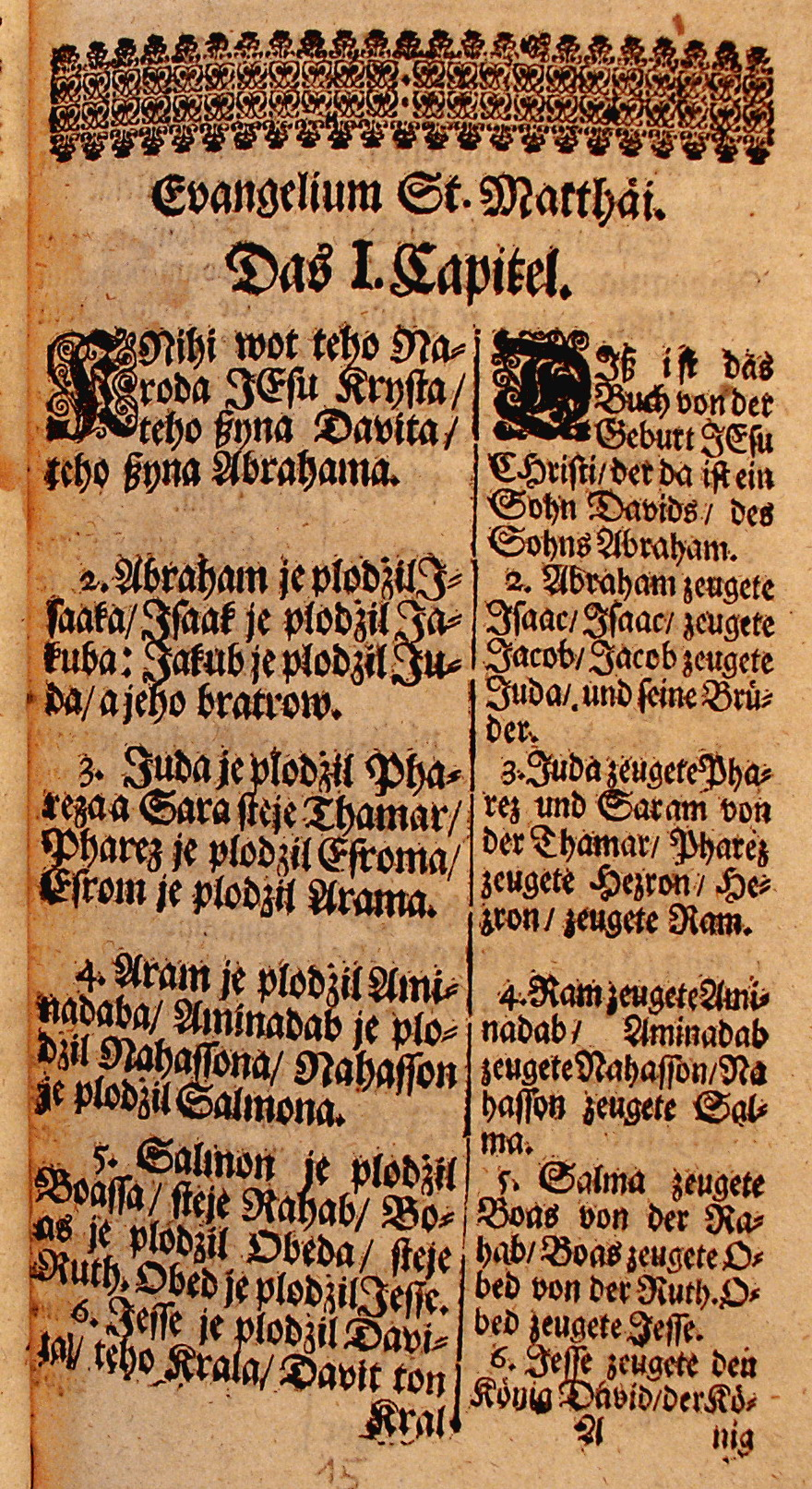
Michał Frencels Matthäus-Evangelium

Die links stehenden Konsonanten sind stimmlos, die rechts stehenden stimmhaft. Die oben stehenden Konsonanten sind nicht
erweicht, die unten stehenden sind erweicht (palatalisiert).
- das Phonem /r/ kann auch als Stimmhafter alveolarer Vibrant [r] gesprochen werden, ist aber heute nur noch selten anzutreffen. Meist wird es heute als Stimmhafter uvularer Vibrant [ʀ] gesprochen.[3] Vor i, ě, j wird [ʀʲ] oder bei Sprechern mit Zungenspitzen-R entsprechend [rʲ] gesprochen.

Im Obersorbischen kommen sowohl Auslautverhärtung als auch regressive Assimilation der Phonation vor:
- /dub/ wird [dup] ausgesprochen,
- /hubkować susodku/ wird [hupkou̯aʧ susɔtku] ausgesprochen.

### Vokale
Die vokalischen Phoneme sind wie folgt:
Die links der Punkte stehenden Vokale sind ungerundet (gespreizt), die rechts stehenden gerundet.

### Wortakzent

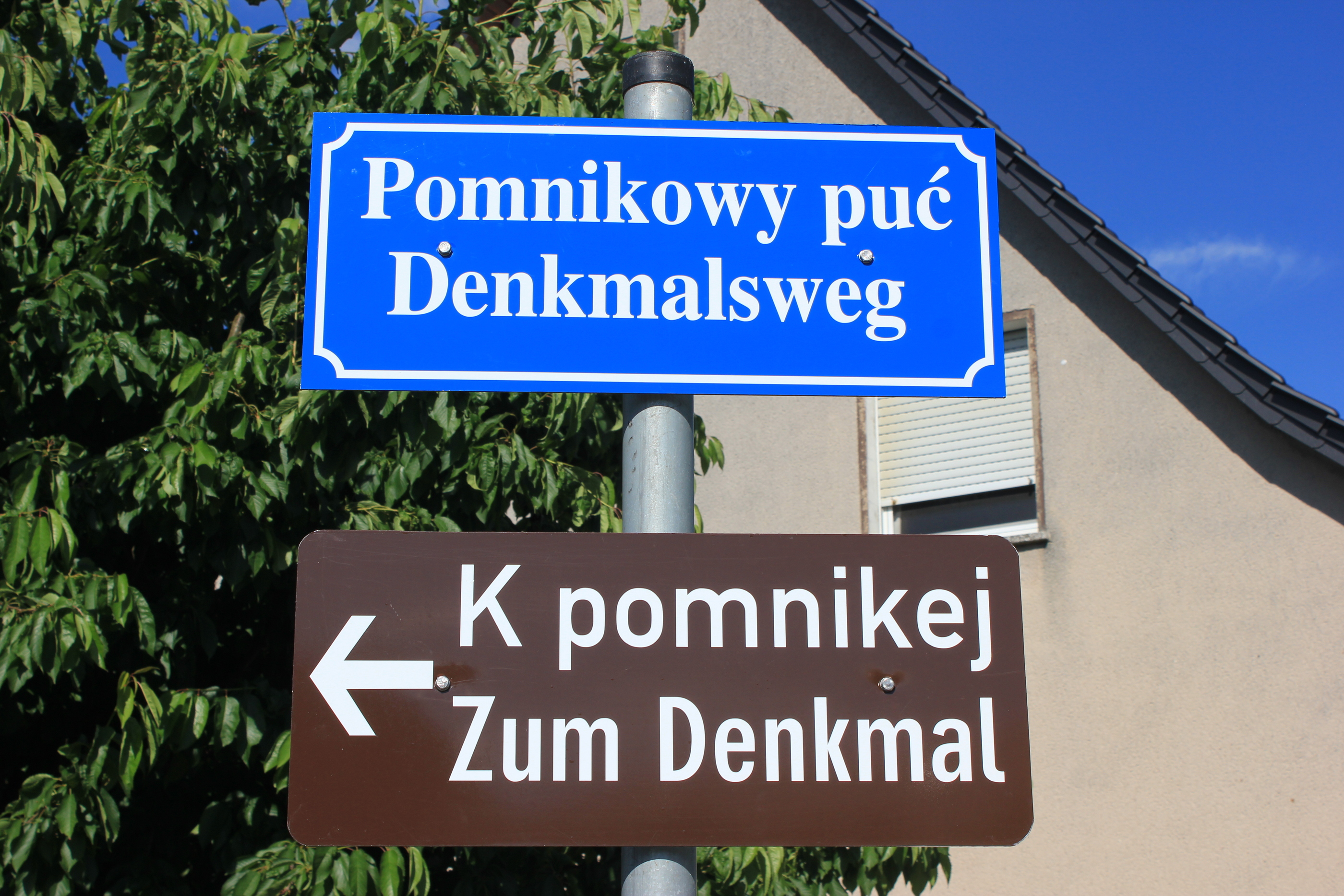
Sorbisch-deutsches Straßenschild in Crostwitz

Der Hauptakzent (Betonung) liegt im Obersorbischen gewöhnlich auf der ersten Silbe, žida (ŽI-da) ['ʒida], łastojčka (ŁAS-tojč-ka) ['u̯astɔiʧka], kuzłapołna (KUZ-ła-poł-na) ['kuzu̯apou̯na], mit folgenden Ausnahmen:
- Bei einigen älteren Komposita liegt die Betonung auf dem zweiten Bestandteil: lětstotk (lět-STOTK), wokomik (woko-MIK)
- Neuere Lehnwörter auf -ěrować und -ować werden grundsätzlich vor dem -ować betont: reagować (re-A-go-wać), gratulować (gra-TU-lo-wać), kopěrować (ko-PĚ-ro-wać)
- Fremdwörter, die über die deutsche Sprache in das Obersorbische gelangt sind, werden vor dem ersten sorbischen Bestandteil betont (Suffix oder Flexionsendung): agentura (a-gen-TU-ra), agitacija (a-gi-TA-ci-ja), ministerstwo (mi-ni-STER-stwo), procesjón (pro-ce'-SJÓN) (Nullendung im Nominativ)

In Wortgruppen (Syntagma) zieht die Präposition oft (vor einsilbigen Substantiven immer) die Betonung auf sich: ke mni (KE mni), na wšo (NA wšo), do šule (DO šule), na zahrodźe (NA zahrodźe), na polu (NA polu), do města (DO města), za tebje (ZA tebje).

## Alphabet

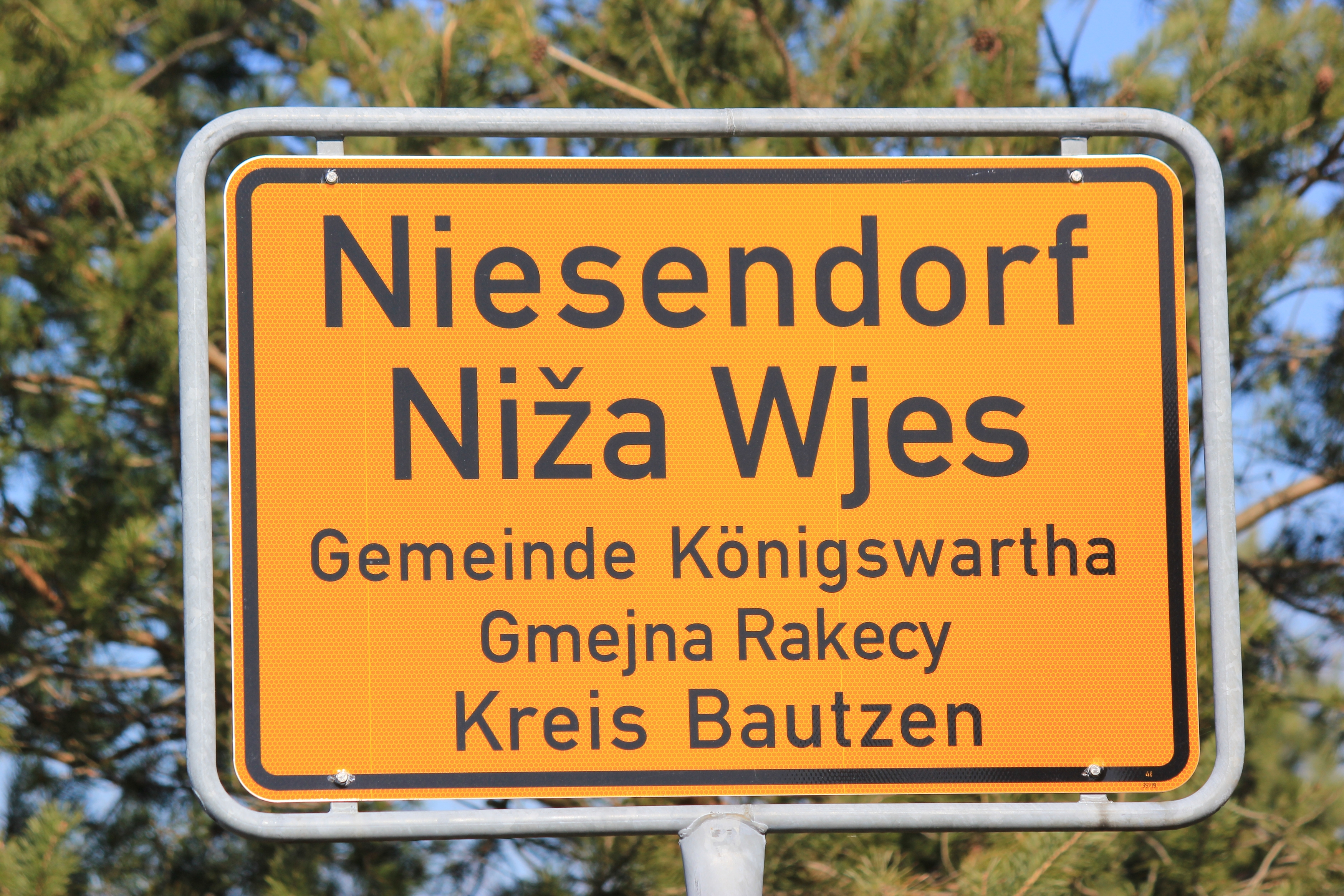
Ortsschild von Niesendorf bei Bautzen: Auch das Obersorbische nutzt mehr als nur die 26 Buchstaben des lateinischen Basisalphabets.

Das obersorbische Alphabet basiert auf dem lateinischen Alphabet, ergänzt um folgende diakritische Zeichen und Buchstabenkombinationen: č, ć, dź, ě, ch, ł, ń, ó, ř, š, ž.
 Nicht Teil des Alphabets sind q, v und x, diese kommen nur in Fremdwörtern vor. Das obersorbische Alphabet hat somit 34 Elemente.
| Buchstabe | a | b   | c   | č   | ć   | d   | dź        | e  | ě   | f  | g   | h  | ch       | i | j         | k  | ł  | l  |
| Name      | a | bei̯ | ʦei̯ | ʧei̯ | ʧɛt | dei̯ | ʥei̯ / ʥɛt | ei̯ | ʲɨt | ɛf | gei̯ | ha | xa / kʰa | i | i̯ɔt / i̯ʊt | ka | ɛu̯ | ɛl |

| Buchstabe | m  | n  | ń   | o | ó | p   | r  | ř  | s  | š  | t   | u | w   | y           | z   | ž   |
| Name      | ɛm | ɛn | eʲn | ɔ | ʊ | pei̯ | ɛʀ | ɛʃ | ɛs | ɛʃ | tei̯ | u | u̯ei̯ | ɨ / ɨpsilɔn | zɛt | ʒɛt |

Beim alphabetischen Sortieren wird zwischen den Buchstaben n und ń sowie zwischen o und ó nicht unterschieden. So wird beispielsweise nósk (= Näschen) vor nosorohač (=Nashorn) einsortiert. Wenn sich zwei Worte nur durch diese Buchstaben unterscheiden, wird auch hier die alphabetische Reihenfolge berücksichtigt, so etwa bei won (= heraus, hinaus) – wón (= er) – wóń (= Duft).
Ě, Ń, Ó und Ř kommen nie am Wortanfang vor, deshalb sind die entsprechenden Großbuchstaben sehr selten und werden nur dann verwendet, wenn das ganze Wort in Großbuchstaben geschrieben wird (z. B. RÓŽEŃ (=(Grill-)Rost; Bratspieß)).

## Grammatik

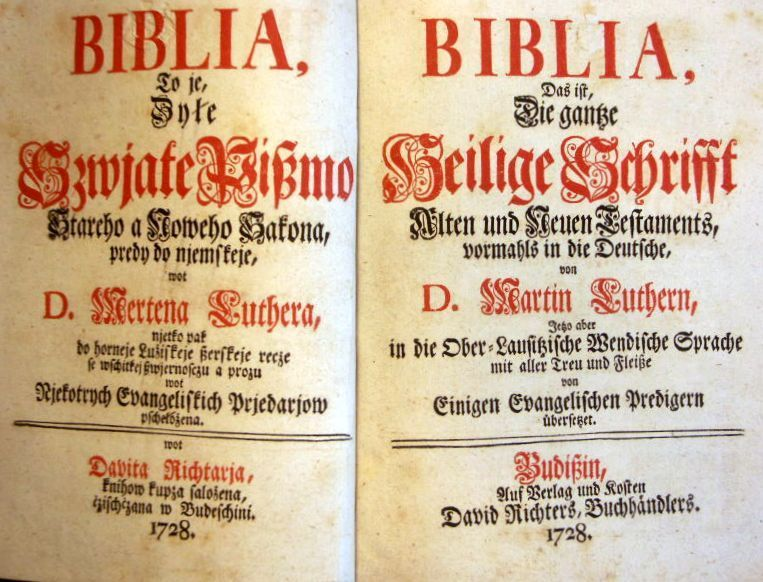
Zweisprachiges Titelblatt der ersten vollständigen Bibelübersetzung in obersorbischer Sprache

Obersorbisch ist eine flektierende Sprache, das heißt, die Deklinierung und Konjugierung erfolgt mittels Endungen und häufig auch kleinen Änderungen im Stamm. Es gibt mehrere Deklinationen und mehrere Konjugationen sowie zahlreiche Unregelmäßigkeiten. Die Wortfolge ist relativ frei und ermöglicht stilistische Differenzierungen.
Die sorbische Grammatik kennt drei grammatische Numeri – Singular, Dual und Plural – sowie vier grammatische Genera – männlich belebt, männlich unbelebt, weiblich und sächlich.

### Nomina
Die Nomina verfügen neben den Kategorien Numerus und Genus über die Kategorie Kasus mit den sieben Fällen Nominativ, Genitiv, Dativ, Akkusativ, Instrumental, Lokativ und Vokativ, wobei der Vokativ in der Umgangssprache nur im Singular der männlich belebten Substantive vorkommt.
Das grammatische Geschlecht der Nomina kann meist an der Wortendung erkannt werden. Männliche Nomina enden meist auf Konsonant, weibliche auf -a und sächliche auf -o oder -e. Ein Artikel wird in der Regel nicht gebraucht.

#### Deklinationsbeispiele
Im Singular werden die Nomina regelmäßig folgendermaßen gebildet:
| Kasus (kazus)     | w (hart)        | w (weich)   | m (hart, unbelebt) | m (hart, belebt) | m (weich, belebt) | n                |
| ----------------- | --------------- | ----------- | ------------------ | ---------------- | ----------------- | ---------------- |
| 1. (nominatiw)    | rjana žona      | njedźela    | rjany štom         | nan              | njetopyr          | rjane wokno      |
| 2. (genitiw)      | rjaneje žony    | njedźele    | rjaneho štoma      | nana             | njetopyrja        | rjaneho wokna    |
| 3. (datiw)        | rjanej žonje    | njedźeli    | rjanemu štomej     | nanej            | njetopyrjej       | rjanemu woknu    |
| 4. (akuzatiw)     | rjanu žonu      | njedźelu    | rjany štom         | nana             | njetopyrja        | rjane wokno      |
| 5. (instrumental) | z rjanej žonu   | z njedźelu  | z rjanym štomom    | z nanom          | z njetopyrjom     | z rjanym woknom  |
| 6. (lokatiw)      | wo rjanej žonje | wo njedźeli | w rjanym štomje    | wo nanje         | wo njetopyrju     | na rjanym woknje |
| 7. (wokatiw)      | rjana žona!     | njedźela!   | rjany štomo!       | nano!            | njetopyrje!       | rjane wokno!     |

Der Vokativ als Fall der Anrede und des Anrufs hat nur in der Einzahl maskuliner Nomina vom Nominativ verschiedene Formen, unterscheidet sich jedoch meistens durch die Intonation.

### Adjektive
Bei Adjektiven gilt im Obersorbischen wie in den meisten slawischen Sprachen das Prinzip der Kongruenz, also die formale Übereinstimmung mit dem determinierten Nomen, z. B. rjana kniha („schönes Buch“), rjany štom („schöner Baum“) und rjane wokno („schönes Fenster“).

### Verben (Konjugation)
Das Verbum verfügt neben den Kategorien Numerus und Genus über die Kategorien von Aspekt (perfektiv und imperfektiv) und Tempus (Präsens, Futur, Präteritum), Person und Modus (Imperativ, Konditional). Die Aspekte werden teilweise durch unterschiedliche Flexionsuffixe, teilweise durch Präfixe (in der Regel Perfektivierung imperfektiver Verben) ausgedrückt, in einigen wenigen Fällen auch durch zwei verschiedene Stämme.

## Dialekte

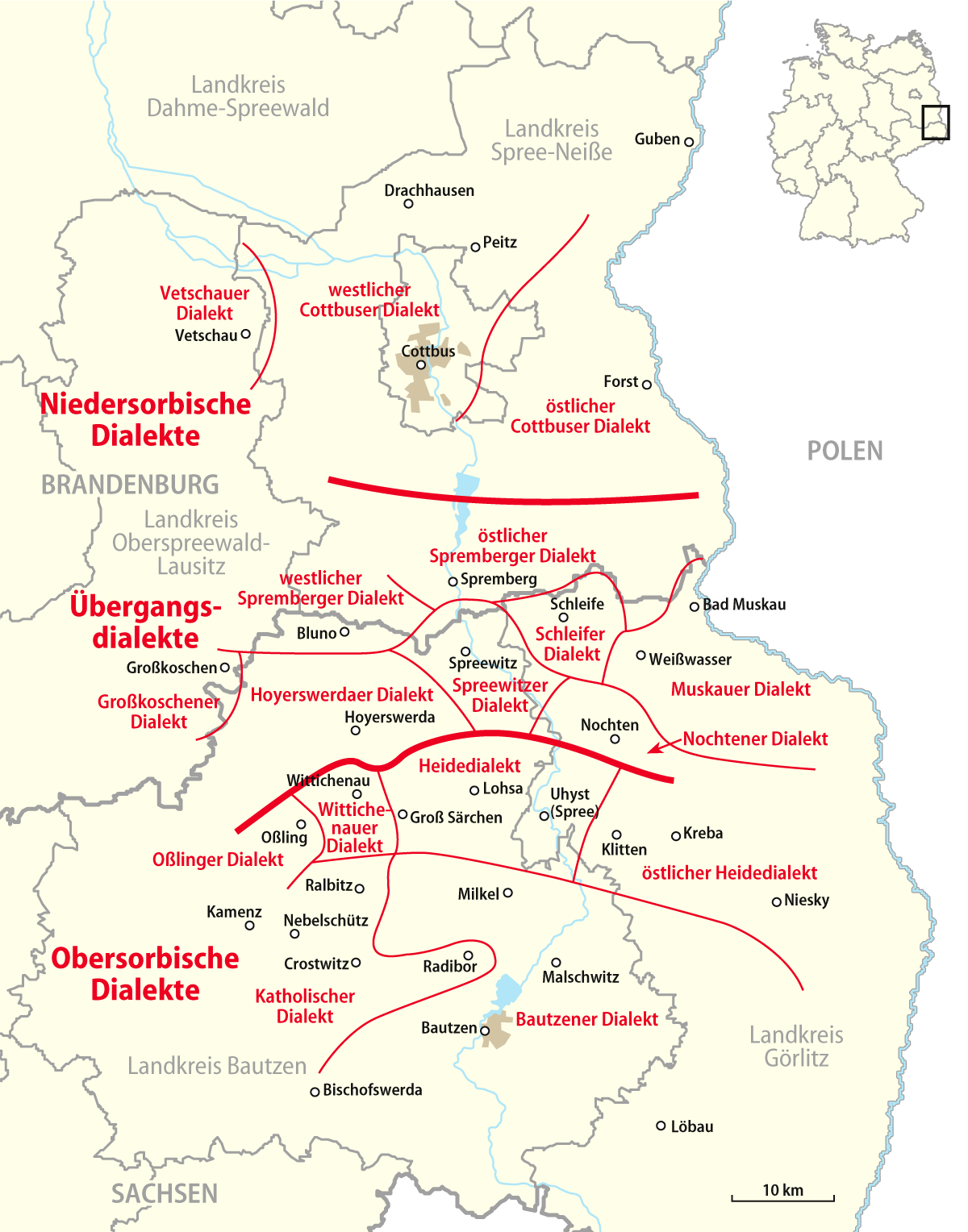
Karte der sorbischen Dialekte

Das sorbische Sprachgebiet in der Oberlausitz ist historisch in mehrere Dialektzonen aufgeteilt. Die verschiedenen Dialekte unterscheiden sich dabei vor allem in der Aussprache, in geringerem Maße jedoch auch in Wortschatz und Grammatik.
Der bis heute lebendigste sorbische Dialekt ist die katholische Variante des Obersorbischen, die in den Dörfern am Klosterwasser von der Bevölkerungsmehrheit gesprochen wird. Ein charakteristisches Merkmal ist die Realisierung des schriftsprachlichen y als ó (dunkles o). Weiter nördlich befinden sich u. a. die Dialektgebiete von Nochten/Wochozy, Hoyerswerda/Wojerecy und Schleife/Slepo, die als Grenzdialekte bezeichnet werden und eher dem Niedersorbischen nahestehen. In den Dörfern um Bautzen und in der Stadt selbst wird der sogenannte (evangelische) Bautzener Dialekt gesprochen, welcher die wichtigste Grundlage für die obersorbische Schriftsprache bildete und sich daher nicht wesentlich von der heutigen Standardsprache unterscheidet.
Als im 20. Jahrhundert ausgestorben gelten der Muskauer Dialekt, der Löbauer Dialekt und der vormals in und um Großpostwitz/Budestecy gesprochene sogenannte Bergdialekt. Die wenigen in diesen Regionen verbliebenen Sprecher nutzen heute die obersorbische Standardsprache.
Jene Variante des Deutschen, die heute in den sprachlich assimilierten Dörfern des sorbischen Siedlungsgebietes gesprochen wird, bezeichnet man als Neulausitzisch.

### Obersorbische Medien
- Obersorbische Printmedien
  - Serbske Nowiny (Tageszeitung in obersorbischer Sprache)
  - Płomjo (Kinderzeitschrift in obersorbischer Sprache)
  - Rozhlad (Kulturzeitschrift in obersorbischer und niedersorbischer Sprache)
  - Katolski Posoł (Kirchenzeitung der katholischen Sorben in der Oberlausitz)
  - Pomhaj Bóh (evangelische Kirchenzeitung in obersorbischer Sprache)
  - Lětopis (mehrsprachige Zeitschrift für sorbische Sprache, Geschichte und Kultur)
  - Šeršeń (Satirische Studentenzeitschrift in obersorbischer Sprache)
- Obersorbische Funkmedien
  - Wuhladko (Fernsehsendung in obersorbischer Sprache)
  - Sorbischer Rundfunk (27,5 Stunden pro Woche in obersorbischer Sprache)
  - Radio Satkula (Jugendmagazin des Sorbischen Rundfunks in obersorbischer Sprache)

### Sonstiges
- Sprachvergleich anhand des Vaterunsers#Vergleichstabelle slawischer Sprachen
- Zahlen in unterschiedlichen Sprachen
- Sorbische Literatur
- Obersorbische Vornamen

## Literatur

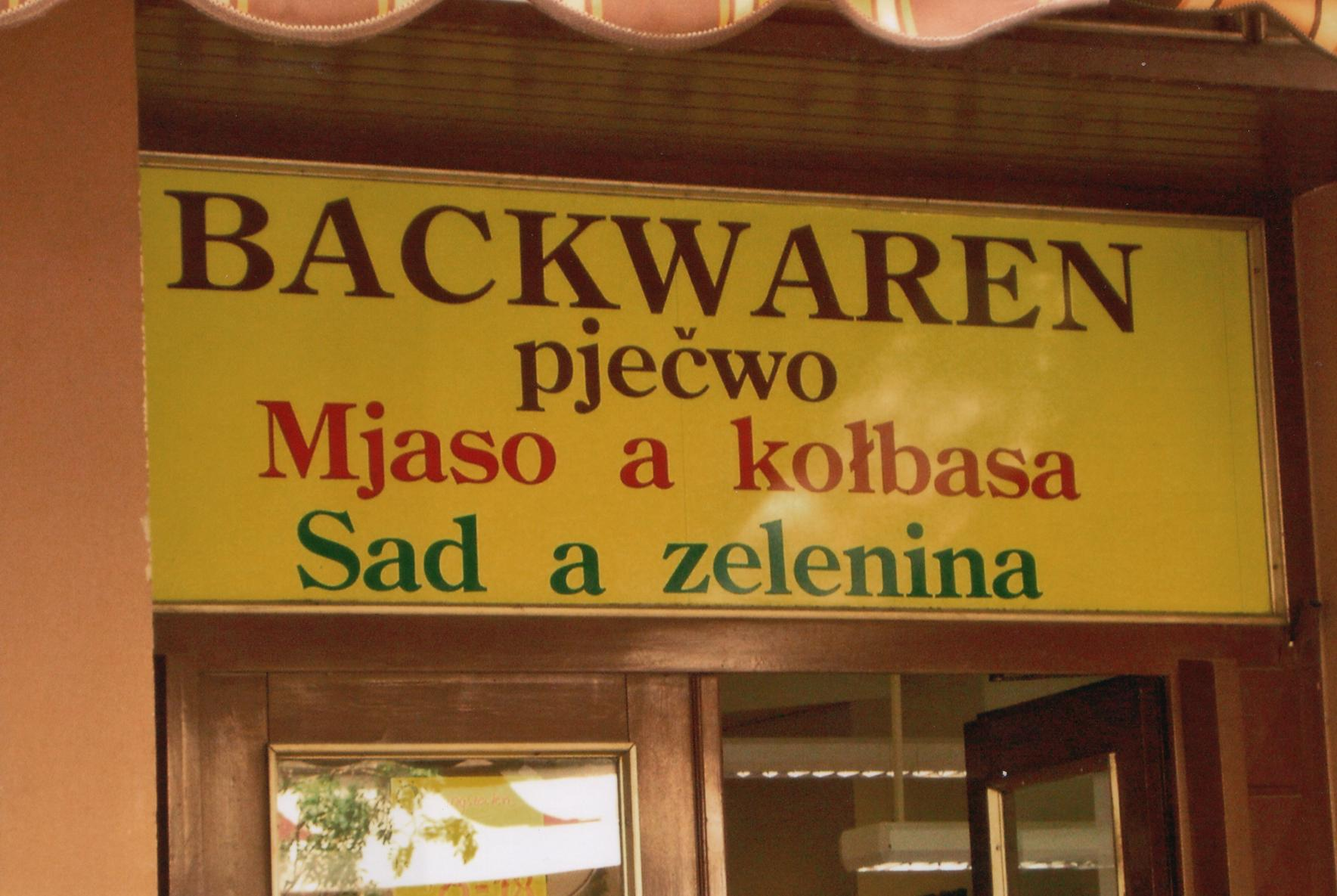
Lebensmittelgeschäft in Bautzen

### Wörterbücher
- Soblexx – Wörterbuch, morphologischer Generator und Wortanalyse
- DOW – digitale Ausgabe des Deutsch-Obersorbischen Wörterbuchs
- Sorbisches Institut: Phraseologisches Wörterbuch

### Weitere
- Online-Sprachkurs Obersorbisch (A1, A2, B1)
- Online-Übersetzer „sotra“ (Obersorbisch/Niedersorbisch/Deutsch)
- uni-leipzig.de: Sorbisches Korpus
- Linkkatalog zum Thema Sorbisch bei curlie.org (ehemals DMOZ)
- Kurs serbskeje rěče, alle sorbischen Gespräche aus dem Lehrbuch Curs practic de limba sorabă, Universitatea din București 1986